# Litauische Badmintonmeisterschaft 2024
Die Litauische Badmintonmeisterschaft 2024 fand vom 6. bis zum 7. Februar 2024 in Druskininkai statt. Es war die 62. Austragung der nationalen Titelkämpfe von Litauen im Badminton.

## Medaillengewinner
| Disziplin    | Gold                                 | Silber                                 | Bronze                                       |
| ------------ | ------------------------------------ | -------------------------------------- | -------------------------------------------- |
| Herreneinzel | Jonas Petkus                         | Domas Pakšys                           | Danielius Beržanskis                         |
| Herreneinzel | Jonas Petkus                         | Domas Pakšys                           | Vilius Bagdanavičius                         |
| Dameneinzel  | Viltė Paulauskaitė                   | Jogailė Kelečiūtė                      | Taja Leonovič                                |
| Herrendoppel | Danielius Beržanskis Jonas Petkus    | Edgaras Slušnys Aivaras Kvedarauskas   | Ignas Reznikas Kazimieras Dauskurtas         |
| Damendoppel  | Monika Sukackaitė Viltė Paulauskaitė | Jogailė Kelečiūtė Taja Leonovič        | Rebeka Aleksevičiūtė-Petkienė Gabija Mockutė |
| Damendoppel  | Monika Sukackaitė Viltė Paulauskaitė | Jogailė Kelečiūtė Taja Leonovič        | Liepa Aleknavičiūtė Augustė Stankevičiūtė    |
| Mixed        | Edgaras Slušnys Vaida Slušnienė      | Vilius Bagdanavičius Jogailė Kelečiūtė | Danielius Beržanskis Gabija Mockutė          |